# 川島だりあ
川島 だりあ（かわしま だりあ、1967年3月21日 - ）は、日本の女性歌手、作詞家、作曲家。ビーイング所属。第13代クラリオンガール。

## 来歴
1967年 - 神奈川県に生まれる。バンド活動をしていた兄の影響で、幼少時から音楽に興味を持つ。
1983年 - CBS・ソニー主催のオーディション「ティーンズポップ」に応募、同社にスカウトされる。
1986年 - 『川島みき』名義でメジャー・デビュー。
1987年 - 第13代クラリオンガールに選出。映画「愛はクロスオーバー」やNHK教育テレビ「趣味講座・スキューバダイビング」に出演。
1988年 - 『川嶋みき』に改名。
1989年 - NHKテレビアニメ「青いブリンク」の挿入歌に『Winding Road』と『Maybe Tomorrow』が選ばれる。同年10月11日、「一枚の写真」（フジテレビ）に出演。
1991年 - 『川島だりあ』に改名、ビーイングから再デビュー。同事務所に所属のZARD、T-BOLAN、WANDSなどに楽曲提供を開始。
1993年 - 倉田冬樹らと『FEEL SO BAD』を結成。ソロ活動を休止する。
1996年 - FEEL SO BADの7thシングル『バリバリ最強No.1』がテレビ朝日系アニメ「地獄先生ぬ〜べ〜」のオープニングテーマに使用される。
2001年 - FEEL SO BADが無期限活動休止。作家活動主体に転向。愛内里菜、三枝夕夏 IN db、上原あずみなどGIZA studio所属アーティストに楽曲提供を開始。
2002年 - 愛内に楽曲提供した『I can't stop my love for you♥』が、よみうりテレビ系アニメ「名探偵コナン」のオープニングテーマに使用される。
2003年 - 松本孝弘のカバー・アルバム『THE HIT PARADE』にゲストボーカルとして参加。外道の『ビュン・ビュン』をカバー。
2005年 - FEEL SO BADが活動再開。
2007年 - 『PARALLEL WORLD feat. DARIA』名義でソロ活動を再開。
2015年 - Twitterを開始。
2016年 - 『川島だりあ』名義でのソロ活動を再開。25年ぶり、3作目のアルバム『LIFE=NOW』を発表。
2017年 - FEEL SO BADの自主レーベル「FSB TURBO DREAMS」を設立。

## 作品

### オムニバス・アルバム
| アルバムタイトル                                                 | 収録楽曲名                                                  | 発売日         | 形態     | 規格品番    | レーベル           | 最高位 |
| ---------------------------------------------------------------- | ----------------------------------------------------------- | -------------- | -------- | ----------- | ------------------ | ------ |
| Royal Straight Soul Ⅱ                                            | TOUCH ME IN THE MORNING                                     | 1991年09月21日 | CD       | BMCR-6305   | BMG VICTOR         | −      |
| ウーマンドリーム -オリジナルサウンドトラック-                    | 悲しき自由の果てに                                          | 1992年12月02日 | CD       | BJCL-1005   | b.jin              | 16位   |
| ウーマンドリーム -オリジナルサウンドトラック-                    | 悲しき自由の果てに                                          | 1993年04月02日 | CD(再発) | ZACL-2007   | ZAIN RECORDS       | −      |
| Royal Straight Soul Ⅲ Vol.2                                      | KNOCKIN' ON HEAVEN'S DOOR (川島だりあ duet with Marcy 名義) | 1992年07月22日 | CD       | BVCR-2537   | BMG VICTOR         | −      |
| Royal Straight Soul Ⅲ Vol.2                                      | KNOCKIN' ON HEAVEN'S DOOR (川島だりあ duet with Marcy 名義) | 1993年11月21日 | CD(再発) | BMCR-6202   | BMG ROOMS          | −      |
| 愛と疑惑のサスペンス エンディングテーマ曲集                      | Crazy about you                                             | 1994年03月26日 | CD       | BGCH-1013   | B-Gram RECORDS     | 16位   |
| J-BLUES BATTLE Vol.1                                             | RED HOUSE (川島だりあ&倉田冬樹 名義)                        | 1996年01月20日 | CD       | BLCZ-0301   | BLUE-Z RECORDS     | −      |
| vocal compilation 90's hits vol.2 〜female〜 at the BEING studio | それだけなのに… (川島だりあ featuring 上杉昇 名義)          | 2003年05月25日 | CD       | JBCJ-5011   | B-Gram RECORDS     | 249位  |
| J-BLUES Compilation at the BEING studio                          | RED HOUSE (川島だりあ&倉田冬樹 名義)                        | 2003年06月25日 | CD       | JBCJ-5012   | B-Gram RECORDS     | 99位   |
| THE HIT PARADE                                                   | ビュンビュン                                                | 2003年11月26日 | CD       | BMCV-8009   | VERMILLION RECORDS | 2位    |
| LEGEND of 90's J-ROCK 「LIVE BEST & CLIPS」                      | それだけなのに… (川島だりあ featuring 上杉昇 名義)          | 2012年08月08日 | DVD      | JBBS-5005/6 | Being              | −      |

## レコーディング参加
大黒摩季
- ROCKs
- あぁ
- 君に届け feat.doa,川島だりあ

ZARD
- Listen to me
- GOOD DAY  など

TUBE
- I'm in love you, good day sunshine

TWINZER
- ROCK MAN

T-BOLAN
- Hold On My Beat
- びしょ濡れの優しさの中
- Only Lonely Crazy Heart
- Heart of Stone

DEEN
- 翼を広げて

FIELD OF VIEW
- 君がいたから
- 突然

松本孝弘（TAK MATSUMOTO）
- 港のヨーコ・ヨコハマ・ヨコスカ

矢嶋良介
- サヨナラMISTY DAYS

WANDS
- 時の扉
- 孤独へのTARGET
- DON'T CRY
- 錆びついたマシンガンで今を撃ち抜こう
- Brand New Love
- 明日もし君が壊れても
- 「今日、ナニカノハズミデ生きている」
- 真っ赤なLip
- 時の扉 〜WANDS 第5期 ver.〜
- Just a Lonely Boy 〜WANDS 第5期 ver.〜
- 明日もし君が壊れても [WANDS 第5期 ver.]
- 錆びついたマシンガンで今を撃ち抜こう [WANDS 第5期 ver.]
- Brand New Love [WANDS 第5期 ver.]
- Jumpin' Jack Boy [WANDS 第5期 ver.]